# Abdampfrückstand
Der Abdampfrückstand oder auch Trockenrückstand ist ein Parameter in der Wasseranalytik. Er bestimmt die Massenkonzentration der im Wasser gelösten Stoffe ohne den Anteil der flüchtigen Stoffe. Der Wert wird üblicherweise in der Einheit mg/l angegeben.
Hierbei gilt es, die zwei Werte Gesamttrockenrückstand und Filtrattrockenrückstand zu unterscheiden.

## Varianten des Parameters

### Gesamttrockenrückstand
Der Gesamttrockenrückstand ermittelt die Menge aller nichtflüchtigen Stoffe, die im Wasser enthalten sind.

### Filtrattrockenrückstand
Der Filtrattrockenrückstand ermittelt, ähnlich wie der Gesamttrockenrückstand, die Menge der nicht flüchtigen Stoffe im Wasser. Im Gegensatz dazu werden aber nur die gelösten Stoffe gemessen.